# Makaj Sándor
Makói és gelei Makaj Sándor, névváltozat: Makay (Lugos, Krassó vármegye, 1806. április 14. – Lugos, 1890. november 23.) királyi tanácsos, törvényszéki elnök, országgyűlési követ, alispán.

## Élete
A gimnáziumot Temesvárt, a líceumot Szegeden, a jogot Nagyváradon végezte 1826-ban. Egy évig a megyében praktizált. 1827-ben Pesten Jakabffy Simon mellett az országgyűlés alatt patvarista, 1828-ban a királyi táblánál gyakornok, 1829-ben cenzurált és hazament. A megyénél másod-, majd első aljegyző, 1835-ben főjegyző, 1836-ban mint követ Pozsonyba ment, barátságra lépett Kossuthtal és Széchenyivel. A kerületi és országgyűléseknek egyik legtevékenyebb tagja volt;  részt vett Széchenyivel a Lánchíd- és más bizottságokban. 1845-ben II. alispán és 1847-ben ismét országgyűlési követ lett. 1849-ben I. alispán és az is maradt 1849. augusztus 29-ig, amikor állásáról lemondott és Törökországba menekült. Viddinben a legnagyobb nélkülözések közt élt, majd visszajött, mire Pestre internálták, ahonnét 1850 áprilisában tért haza. Ekkor Bogsánban ügyvédi irodát nyitott, melyet 1851-ben Lugosra tett át és mint ügyvéd 1868-ig működött. Ekkor újra alispánnak választották és e tisztet viselte 1872-ig, mikor törvényszéki elnök lett. Később nyugalomba vonult. A közművelődési egyletek megtéremtésében szülővárosában nagy része volt és azokat anyagilag is gyámolította. Az ő feljegyzései alapján készült az 1850-ben megjelent A magyar menekültek Törökországban című munka. Neje nagybudafai Vermes Laura volt.
Országgyűlési beszédeit a Naplók és politikai lapok közölték.